# Тетрациклін
Тетрациклін (лат. Tetracyclinum) — антибіотик бактеріостатичної дії. Один з перших антимікробних препаратів, вперше був отриманий у 40-х роках ХХ сторіччя. У природі продукується актинобактерією Streptomyces aurefaciens. На сьогодні є морально застарілим, використовується вкрай мало.

## Фізичні властивості
Жовтий кристалічний порошок, без запаху, гіркий на смак. Дуже погано розчиняється у воді та спирті. Стійкий у розчинах слабких кислот, руйнується у розчинах міцних кислот та лугів. Гігроскопічний. Має здатність до люмінесценції під дією синьо-фіолетових променів.

## Механізм дії та спектр активності
Тетрациклін — бактеріостатичний препарат, механізм його дії пов'язаний із порушенням синтезу білка у бактеріальній клітині. Потрапляючи у клітину бактерії антибіотик перешкоджає утворенню комплексу транспортної РНК з рибосомою, таким чином синтез білка припиняється. Спектр активності тетрацикліну широкий, однак протягом багаторічного його використання багато патогенних бактерій виробили до нього резистентність.
Тетрациклін та його похідні активні у відношенні пневмококів, стафілококів, деяких ентерококів, бактерій роду Neisseria, лістерій, бруцел, кампілобактерій, збудників чуми, сибірки, туляремії. Крім того до нього чутливі рикетсії, хламідії, мікоплазми, борелії, спірохети, клостридії, фузобактерії, деякі актиноміцети та найпростіші.

## Фармакокінетика
Потрапляючи у організм, тетрациклін добре всмоктується, але біодоступність зменшується під дією їжі. Максимальна концентрація у крові спостерігається через 1 — 3 години після перорального прийому. При внутрішньовенному введенні спостерігаються значно більші концентрації антибіотика, ніж при оральному застосуванні. Тетрациклін потрапляє у різні органи та тканини, особливо велика кількість накопичується у жовчі. Має здатність проходити через плаценту та потрапляти у грудне молоко. Виведення тетрацикліна здійснюється переважно нирками.

## Взаємодія з іншими препаратами
При застосуванні разом з антацидами може зменшуватись їх біодоступність, внаслідок утворення комплексів, які не всмоктуються у кишечнику. При вживанні з препаратами заліза також зменшується біодоступність. Антибіотик знижує ефект естрогенвмісних контрацептивів. Тетрациклін підсилює дію деяких антикоагулянтів шляхом пригнічення їх метаболізму у печінці.

## Застосування
Застосовують як внутрішній та зовнішній засіб. Призначають хворим на пневмонію, плеврит, септичний ендокардит, коклюш, гонорею, бруцельоз, орнітоз, туляремію, холеру, хронічний холецистит, менінгіт, інфекціях сечостатевих шляхів тощо.
Як внутрішній засіб приймають у пігулках після їжі або у вигляді ін'єкцій. Курс лікування зазвичай триває 5 — 7 діб. Як зовнішній засіб застосовують у вигляді мазі. Застосовують для лікування інфекційних захворювань очей, які потребують тривалого лікування.

## Побічна дія
Тетрациклін зазвичай добре переноситься, але іноді може спричинити погіршення апетиту, нудоту, блювання, розлади кишечника, зміни слизових оболонок кишкового тракту, алергічні реакції шкіри. Крім того може підвищувати чутливість шкіри до сонячного світла (фотосенсибілізація).

## Протипоказання
Препарат протипоказаний при підвищеній чутливості до нього, при грибкових інфекціях, захворюваннях печінки. Обережно треба застосовувати при захворюваннях нирок та лейкопенії. Не призначають дітям до 8 років.